# Rosie Lee Tompkins
Rosie Lee Tompkins (née le 6 septembre 1936 et décédée le 1er décembre 2006) est le pseudonyme d'Effie Mae Martin Howard, une artiste textile afro-américaine de grand talent, spécialisée dans le matelassage artistique (couettes, couvertures d'édredons et d'oreillers), en façonnant des patchwork. Le New York Times la considère comme l'une des grandes artistes américaines et son travail, une des principales réalisations artistiques du siècle. Son art montre un grand sens des couleurs, des matières et des formes. Ses compositions abstraites mettent en scène des blocs de couleurs qui se dilatent et se rétractent, formant une surface animée qui peut sembler anarchique au premier regard. Revendiquant l'inspiration religieuse pour ses créations, elle décrit son processus comme une sorte de prière méditative. 
Plus de 500 œuvres de Rosie Lee Tompkins sont conservées au Musée d'art de Berkeley. 

## Biographie
Effie Mae Martin (Effie Mae Howard  de son nom d'épouse) est née le 6 septembre 1936 dans une famille de métayers du sud-est de l'Arkansas. Ses parents sont Sadie Bell et MacCurey Martin. Elle est l'aînée de 15 demi-frères et sœurs et passe son enfance à ramasser le coton tout en aidant sa mère à confectionner des quilts (patchworks matelassés) à partir de restes de tissus. Elle ne termine pas l'école secondaire mais suit une formation en soins infirmiers à Richmond, en Californie et travaille comme soignante. Elle se marie deux fois et a élevé cinq enfants et beaux-enfants,.   
Elle décède en décembre 2006, dans sa maison de Richmond, Californie, laissant une centaine de travaux inachevés. 

## Travail artistique
Dans les années 1970, elle commence vraiment à confectionner des quilts tout en continuant à travailler par ailleurs. Rosie Lee Tomkins est l'héritière de la longue tradition du quilting des afro-américains du Sud des États-Unis, notamment des quilts de Gee's Bend,, du nom de ce hameau de l’Alabama où des femmes afro-américaines ont créé des patchworks lumineux et contemporains. Leur travail, des quilts géométriques vibrants faits à partir de n'importe quel morceau de papier à portée de main, est devenu célèbre après sa présentation à la Biennale du Whitney Museum of American Art en 2002 et 2003. 
Les quilts de Rosie Lee Tomkins sont constitués de taches massives et vives dans une apparente anarchie géométrique, des mosaïques tumultueuses en tissu. Ils ont parfois été comparés à la peinture moderniste. 
Contrairement aux quilts de son enfance ou ceux de Gee's Bend faits de vieux vêtements ou de chutes de tissus, et contrairement aux quilts traditionnels en tissus de coton, les quilts de Rosie Lee Tomkins sont constitués de tissus qu'elle achète pour leurs textures et leurs qualités réfléchissantes, comme le velours, la fausse fourrure, la laine, la soie et le Lurex. Chaque matériau réfléchit la lumière différemment, en combinaison, ils font ressembler son travail à quelque chose vu à travers un prisme. Elle travaille avec de grandes variations de taille, des distorsions libres des formes et des contrastes de couleurs vives. 
Son travail montre une combinaison de retenue et de création fluide, c'est ce qui rend le rend unique. Elle coupe les formes géométriques, carrés, triangles, etc. à la main, sans mesurer ou utiliser de gabarit, change les couleurs, les formes, les tailles, intuitivement, de sorte que ses compositions semblent onduler, se dilater ou se rétracter. 

### La spiritualité
Rosie Lee Tompkins est très religieuse. Sa spiritualité est partout présente dans son art. Elle pense que Dieu a entendu ses prières et lui a donné le pouvoir créatif du quilt, qu'il dirige sa main et son art. Elle assemble méditativement et consciencieusement les divers morceaux de tissu en quelque chose de plus que la somme de leurs parties, c'est, pour elle, une pratique spirituelle. Mais, si son travail évoque un sens de la spiritualité quotidienne, il est aussi matériellement beau et ne nécessite pas d'interprétation religieuse.  
Durant ses dernières années, elle couvre ses murs de patchwork appliqué de croix sacrées. Elle brode aussi des citations bibliques sur des porte-livres, des rideaux, des couvertures, des vêtements, des sacs à main, des oreillers ou des tentures murales.  
Elie Leon, le collectionneur qui l'a découverte et révélée, pense, de son côté, qu'elle a hérité de son talent, culturellement, socialement et peut-être inconsciemment, de ses ancêtres africains.  
Les œuvres principales de Rosie Lee Tompkins sont : Tents of Armageddon Four Patch (1986), Three Sixes (1987), Half-Squares Put-Together (1988), Half-Squares Medallion (1986), Half-squares Four-patch (1986), et Put together with Letter "F" (1985).  

### Three sixes (1996)
Ses compositions ont souvent une signification personnelle: l'une de ses œuvres les plus connues, Three Sixes, composée de six rectangles, rend hommage à trois personnes de sa famille dont la date de naissance comprend le chiffre six. Le premier est son propre anniversaire: 9/6/36, date qu'elle coud fréquemment à la surface de ses quilts, parfois écrite directement et parfois à l'envers. La deuxième couleur représente son grand-père, un membre de la famille avec qui elle a grandi. Le troisième représente un certain nombre de personnes différentes - un grand-oncle, un cousin, un frère. Dans tous les cas, il y a une qualité magique aux nombres qu'utilise Tompkins. Néanmoins, l'essentiel est là, la cohésion entre toutes les pièces de la série est indéniable, et il y a quelque chose d'un peu mystique dans le jeu de nombres à l'œuvre ici.ses trois parents dont les dates de naissance comprennent le chiffre 6. Dans Three Sixes, les jaunes chauds, les oranges, les coraux, les roses et les rouges sont entrecoupés de contrastes noirs et bleus.   

### Untitled (1986)
Untitled est également fait de longues «bandes» construites à partir de petits rectangles irréguliers cousus ensemble. Ces bandes jointes produisent des grilles de tissu complexes qui vacillent à mesure que les blocs de couleur se dilatent et se contractent. Combinée à cette structure animée, l'utilisation par Rosie Lee Tompkins de contrastes de couleurs proches produit une qualité de scintillement semblable à un bijou. Untitled présente un spectre de verts veloutés disposés en une somptueuse surface sombre brisée par quelques reflets asymétriques de chartreuse et Jaune.   

### Le succès
Bien qu'elle soit une personne très discrète et ne vende ses quilts que rarement, son travail est découvert en 1985 par Eli Leon, un collectionneur basé à Oakland spécialisé dans les quilts afro-américains,. C'est à ce moment-là qu'elle décide de prendre le pseudonyme De Rosie Lee Tompkins pour préserver sa vie privée. Mais, même si presque personne ne la connaît, elle a l'impression d'être exposée, elle ne laisse rien filtrer de sa famille et ne participe jamais aux expositions de son art, en dehors de sa ville de Richmond.  
Le commissaire de l 'exposition de Berkeley en 1997, Lawrence Rinder, écrit:« Devant le travail de Tompkins, je pense que certaines ambitions modernistes peuvent en fait être réalisables. Voici des sentiments de crainte, d'exaltation et de sublimité ; voici une maîtrise absolue de la couleur, de la texture et de la composition ; voici l'inventivité et l'originalité si palpables et intenses que chaque œuvre apparaît comme un risque nouveau et total, un risque si extrême que seule une foi totale dans la puissance de l'esprit créateur aurait pu la faire naître. ». Les critiques sont unanimement élogieux :« L' art textile [les œuvres] de Tompkins ... démolit la catégorie »;  « Ces quilts sont des œuvres d'une telle distinction et dévotion qu'ils remplacent les catégories historiques de l'art, forçant les critiques à se replier sur cette admiration stupéfaite qui nous a attirés vers l'art en premier lieu ».  

## Expositions
- 1987 : Who'd A Thought It: Improvisation in African-American Quiltmaking, San Francisco Craft & Folk Art Museum. Eli Leon place son travail en couverture du catalogue de l'exposition. L'exposition voyagera durant plusieurs années.
- 1996 : Showing Up, Richmont Art Center[10]
- 1997 : Exposition personnelle au Berkeley Art Museum and Pacific Film Archive (BAMPFA)[14].
- 2002 : Biennale du Whitney Museum of American Art et National Museum of Women in the Arts à Washington, DC.
- 2003 : Exposition personnelle, Peter Blum Gallery, New York.
- 2007 : Pertaining to God : The Patchwork Art of Rosie Lee Tompkins, Shelburne Museum, Vermont[18],[19].
- 2016 : ses quilts font partie d'une exposition de cinq artistes quilteurs au Oakland Museum of California[20].
- 2020 : Rosie Lee Tompkins: A Retrospective, Berkeley Art Museum and Pacific Film Archive (BAMPFA) , (inaugurée le 19 février 2020; fermée en raison de la pandémie du COVID-19  et rouverte de septembre à décembre 2020). Le New York Times la qualifie de "rétrospective triomphale" qui "confirme sa position parmi les grands artistes américains - transcendant le métier, défiant la peinture et remodelant le canon"[21],[1].   Une vidéo présente et commente les principales œuvres[22].

## Collections
En 2019, le Berkeley Art Museum and Pacific Film Archive (BAMPFA) reçoit en legs la collection d'Eli Leon, soit près de 3 000 œuvres de quilteurs afro-américains, dont plus de 500 œuvres de Tompkins, qui trouveront une résidence permanente au musée,.
Des œuvres de Rosie Lee Tomkins se trouvent également dans les collections permanentes du Whitney Museum of American Art et du Oakland Museum of California.